# Walter Kraft

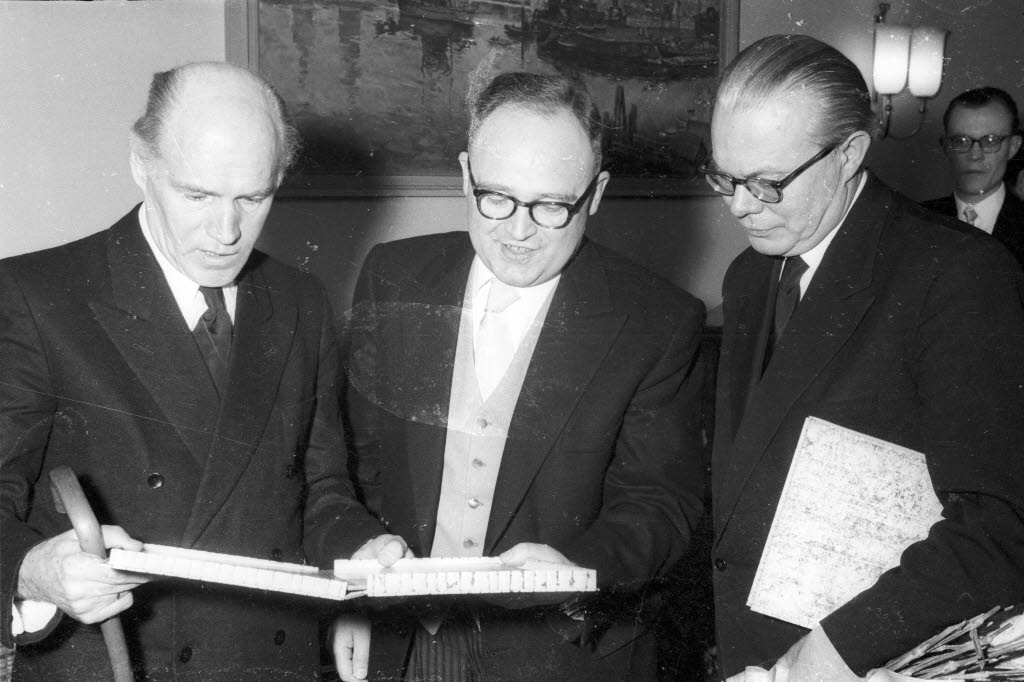
Walter Kraft (re.) bei der Entgegennahme des schleswig-holsteinischen Kunstpreises (1957)

Walter Wilhelm Johann Kraft (* 9. Juni 1905 in Köln; † 9. Mai 1977 in Amsterdam) war ein deutscher Organist und Komponist.

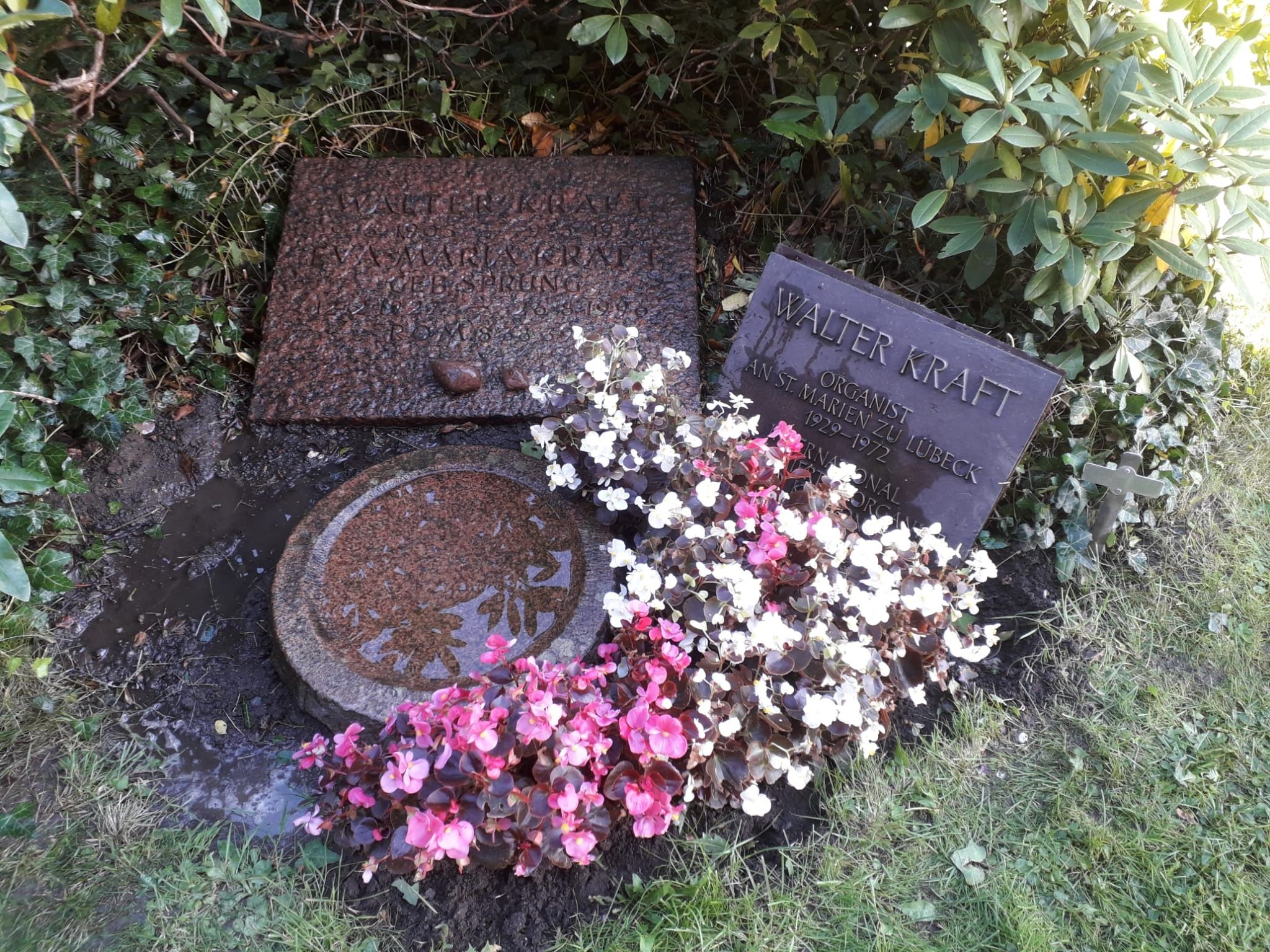
Grab von Walter Kraft in Groß Grönau bei Lübeck 2021

## Ausbildung
Walter Kraft studierte Klavier und Orgel am Vogt’schen Konservatorium in Hamburg und Komposition bei Paul Hindemith an der Berliner Musikhochschule, der heutigen Universität der Künste Berlin.

## Leben

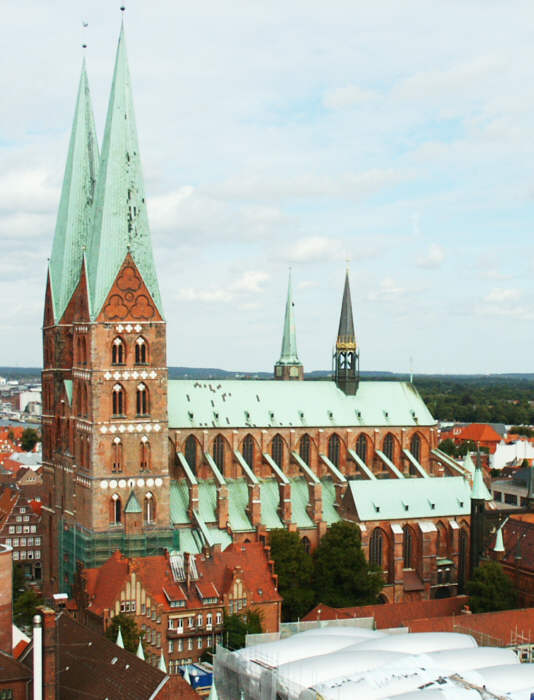
Die Marienkirche zu Lübeck

Von 1924 bis 1929 war Kraft Organist zuerst an der Markuskirche in Hamburg und danach an der Lutherkirche in Hamburg-Bahrenfeld. Am 23. April 1929 wurde er aus einer Gruppe von 46 Bewerbern zum Organisten an die Lübecker Marienkirche berufen. Er trat dieses Amt zum 1. August 1929 an und wurde bis 1972 zu einer der prägendsten Musikerpersönlichkeiten im Lübecker Musikleben des 20. Jahrhunderts. Geprägt von der Orgelbewegung, aber doch einem ganz eigenen Stil verpflichtet, war er ein weit über Lübeck hinaus bekannter Organist, Improvisator und Pädagoge. 1926 belebte er die seit 1810 unterbrochene Tradition der von Franz Tunder und Dietrich Buxtehude begründeten Lübecker Abendmusiken wieder, zunächst mit einem Abend Bachscher Orgelmusik, dann jährlich mit gemischten Chor- und Orgelprogrammen. Nachdem die Marienkirche bei einem Bomberangriff 1942 schwer beschädigt und ihre Orgeln zerstört waren, wich Kraft für einige Jahre in die unzerstörte Katharinenkirche aus und wirkte außerdem im Jahre 1945 als Organist in der Kirche St. Nikolai zu Flensburg. Beim Wiederaufbau von St. Marien sorgte er für den Neubau der Totentanzorgel und ließ als Große Orgel die größte Orgel der Welt mit mechanischer Spieltraktur bauen. Von 1947 bis 1972 betreute er die Meisterklasse für Orgel an der Musikhochschule Freiburg im Breisgau und war von 1950 bis 1955 künstlerischer Leiter der Schleswig-Holsteinischen Musikakademie und Norddeutschen Orgelschule in Lübeck. 
1969 wurde er gemeinsam mit Bruno Grusnick mit dem Buxtehude-Preis der Hansestadt Lübeck ausgezeichnet.
Nachdem sich Kraft vom Posten des Marienorganisten zurückgezogen hatte, plante er offenbar die Komposition einer Oper, es kam aber nicht zur Vollendung eines solchen Werkes. In den Morgenstunden des 9. Mai 1977 kamen Walter Kraft und die Möllner Flötistin Maren Lorenz sowie weitere 31 Menschen bei einem Hotelbrand in Amsterdam ums Leben. Er hinterließ seine zweite Ehefrau, die Geigerin Eva-Maria Kraft, geb. Sprung.

## Werk
Als Komponist hat Kraft eine große Zahl von überwiegend kirchenmusikalischen Werken hinterlassen. Seine bekanntesten Kompositionen sind die Totentanz-Toccata und der Lübecker Totentanz, eine Abendmusik in neuer Form aus dem Jahre 1954, Communio Sanctorum sowie ein Te Deum, das er der Lübecker Knabenkantorei widmete.
An der Audiothek in der Musikabteilung der Lübecker Stadtbibliothek gibt es die Möglichkeit, noch unveröffentlichte Aufnahmen von Walter Kraft an der Totentanzorgel in St. Marien, die 1942 beim Luftangriff auf Lübeck zerstört wurde, zu hören.

## Diskografie
- Johann Sebastian Bach – Das gesamte Orgelwerk gespielt von Walter Kraft an verschiedenen historischen Orgeln Europas. Veröffentlicht durch FSM VOX: 18 Langspielplatten.
- Historische Aufnahmen „Walter Kraft“. Werke von Bruhns, Buxtehude und eigene Kompositionen. Veröffentlichung der Stadtbibliothek Lübeck. Dritte Reihe, Band 8: Tonträger.
- Die Große Orgel in St. Marien zu Lübeck. Werke von Bach, Buxtehude, Palafuti, Frescobaldi und Glasunow sowie eine ausführliche Klangdemonstration der Orgel. Musikverlag zum Pelikan, PSR 40544, ca. 1970
- Buxtehude. Complete Organ Works VOX CD6X 3616 (6 CDs, aufgenommen 1957)